# مبادئ الشيوعية
مبادئ الشيوعية (بالألمانية: Grundsätze des Kommunismus)‏ هو كتاب صدر في عام 1847 بقلم فريدريك إنجلز، أحد مؤسسي الماركسية. الكتاب منظم مثل تعاليم الكنيسة، التي تحتوي على 25 سؤالا حول الشيوعية يجيب عليها إنجلز. يشرح إنجلز أساسيات الشيوعية، ويناقش المجتمع، التاريخ، والنظم الاقتصادية من وجهة نظر الماركسية، مع التركيز على المفهوم المادي للتاريخ. استخدم  الكتاب أساسا للنص الأطول بيان الحزب الشيوعي.

## الأفكار الرئيسية
يناقش إنجلز في الكتاب الشيوعية والبروليتاريا وأصلها، العمل المأجور، والمقارنات بين البروليتاريين والعبيد والأقنان والحرفيين والعمال الصناعيين، عواقب الثورة الصناعية، الأزمة،  «النظام الاجتماعي الجديد» للشيوعية، إمكانية إلغاء الملكية الخاصة قبل الثورة الصناعية، وما إذا كان هذا الإلغاء يمكن أن يحدث بطريقة سلمية، الثورة وطابعها العالمي، عواقب إلغاء الملكية الخاصة، تأثير المجتمع الشيوعي على الأسرة والقوميات والأديان، الاختلافات بين الشيوعيين والمجموعات الاشتراكية الأخرى في ذلك العصر وموقف الشيوعيين من الأحزاب السياسية في ذلك العصر.
من بين أمور أخرى، يقول إنجلز أن الخطوة الأولى من الثورة البروليتارية ستنشئ دستورا ديمقراطيا. ويذكر أن الإلغاء السلمي للممتلكات الخاصة يعتبره الشيوعيون أمرا «مرغوبا فيه»، ولكنه يثير أيضا التساؤلات حول مدى احتمال حدوث ذلك، مع الإشارة إلى العنف الذي يمارسه الثوار المناهضون للثورة. ويقول إن الثورة ستحول المجتمع «تدريجيا»، وأنه فقط في مرحلة معينة سيكون «قادرا على إلغاء الملكية الخاصة». ويؤكد أن الثورة لا يمكن أن تقتصر على بلد واحد. ويقول إن النتيجة الأولى لإلغاء الملكية الخاصة تتمثل في أن المجتمع سيملك قوى الإنتاج ووسائل التجارة ويديرها «وفقا لخطة تستند إلى توافر الموارد واحتياجات المجتمع بأسره». ويلاحظ أن جميع فروع الإنتاج سوف يشغلها «المجتمع ككل».
كتب إنجلز أن الملكية الخاصة هي مصدر اضطهاد النساء والأطفال، وأن إلغاء الملكية الخاصة سوف ينهي ذلك.

## وصلات خارجية
- النص الكامل لمبادئ الشيوعية عن الحوار المتمدن.